# Västra Trapporsjön
Västra Trapporsjön är en sjö i Arjeplogs kommun i Lappland och ingår i Skellefteälvens huvudavrinningsområde. Sjön är 6,6 meter djup, har en yta på 0,31 kvadratkilometer och befinner sig 474,2 meter över havet.

## Delavrinningsområde
Västra Trapporsjön ingår i det delavrinningsområde (731922-160494) som SMHI kallar för Utloppet av Östra Trapporsjön. Medelhöjden är 493 meter över havet och ytan är 5,19 kvadratkilometer. Det finns inga avrinningsområden uppströms utan avrinningsområdet är högsta punkten. Vattendraget som avvattnar avrinningsområdet har biflödesordning 4, vilket innebär att vattnet flödar genom totalt 4 vattendrag innan det når havet efter 268 kilometer. Avrinningsområdet består mestadels av skog (82 procent). Avrinningsområdet har 0,69 kvadratkilometer vattenytor vilket ger det en sjöprocent på 13,2 procent.